# Вэнь фу
Вэнь фу (кит.трад. 文賦, кит.упр. 文赋 , пиньинь: wénfù) или «Ода [о] вэнь», «Ода [об] изящной словесности», «Ода изящному слову» — важное литературное сочинение эпохи Шести династий, написанное поэтом и государственным деятелем Лу Цзи (261—303 годы), в котором излагаются философские основы китайской поэзии и её риторические формы. Степень его влияния на формирование китайской литературной эстетики сравнима только с произведением литературного критика шестого века Лю Се «Вэнь син дяо лун». «Вэнь фу» неоднократно переводилась на европейские (английский, немецкий, французский) языки. На русский язык «Вэнь фу» переведена академиком В. М. Алексеевым под названием «Ода изящному слову».

## Композиция
«Вэнь фу» является типичным образцом оды фу, поскольку она отличается пространностью (состоит из 1658 иероглифов), сложностью композиционной структуры, смысловым наполнением и лексической изощрённостью. Перед основным текстом стоит прозаическое предисловие из 120 иероглифов, а основная часть состоит из 135 ритмических элементов, каждый из которых содержит в себе уникальный смысловой нюанс. В комментаторской традиции современной научной литературы принято членение оды на 53 двухстрочные строфы, которые в свою очередь группируются по смыслу в 12 или 16 разделов.

## Описание
В «Вэнь фу» затрагиваются вопросы о сущности и жанровой классификации изящной словесности вэнь, поднимаются важные для теории китайской литературы темы: природа поэтического творчества и природа творчества в личности, эстетические критерии произведения и соотношение его формального и смыслового аспектов.
Разделы с I по III в основном посвящены природе поэтического творчества. Лу Цзи связывает его возникновение с вдохновением или трансом, которое, в свою очередь, порождается не только определённым складом ума человека, но и его эмоционально-психическим состоянием. Определяющим условием для обретения этого вдохновения Лу Цзи называет способность личности к духовному единению с миром (в понятии не только окружающего мира, но также и в смысле духовного опыта общества, выраженном в творческой активности).
Следующим этапом творческого процесса Лу Цзи считает воплощение состояния вдохновения в художественном произведении. Для этого, по Лу Цзи, необходимо сохраняя состояние вдохновения, найти уравновешенное соответствие замысла и его словесного выражения.
В IV разделе Лу Цзи переходит к рассуждениям о формальных особенностях литературного произведения с использованием терминов, впервые употребленных в трактате Цао Пи
(187—226 гг.). Признаётся бесконечное многообразие компонентов структуры литературного произведения и существование его объективных закономерностей, которые обуславливаются гармонией вдохновения, природного таланта, замысла и словесного мастерства поэта.
Вариант жанровой классификации вэнь Лу Цзи имеет несколько отличий от классификации Цао Пи в его трактате «Рассуждения о классическом». Лу Цзи даже расширяет список жанров, относит к вэнь деловые и мемориальные жанры как связанные с государственностью и конфуцианством, но отказывается от конфуцианской типологии «четырех разделов», которую выделял Цао Пи. Также Лу Цзи ставит на первое место художественные и стилистические особенности жанров, а не содержательные. Из этого следует, что Лу Цзи выстраивает иерархию жанров исходя из художественных параметров.
В разделе VIII Лу Цзи рассуждает о причинах изъянов литературных произведений; он видит их в нарушении гармонии чувства, мысли и слова. К таким нарушениям он относит излишнюю краткость повествования, увлеченность «красивостью в словах» в ущерб содержанию либо, напротив, идеями в ущерб формальному совершенству. Для того, чтобы избежать этих изъянов, нужно учитывать литературный опыт прошлого, а также сохранять и развивать собственную творческую индивидуальность.
В завершении оды в разделе XII изящная словесность провозглашается хранительницей культурных ценностей и традиций, и одновременно — особым видом деятельности человека, благодаря которой устанавливаются его метафизические связи с миром.

## Выводы
В работе присутствует ряд моментов, указывающих на влияние даосских и натурфилософских идей, таких как постижение человеком собственного «я», проникновение в глубинную суть внешних по отношению к нему вещей и природных процессов, установление метафизических связей с окружающим миром. И хотя Лу Цзи не пользуется собственно даосской терминологией, нарисованная им картина вдохновения и транса, а также созданный им образ литератора-творца отчётливо перекликаются с даосскими представлениями о постижении мира. Однако он не только не протестует против конфуцианских морально-этических ценностей, но, напротив, подчёркивает своё уважительное отношение к ним и их необходимость в процессе творчества.
Таким образом, в оде Лу Цзи испытывает также влияние конфуцианства, поскольку он относит к вэнь деловые и мемориальные жанры, что исходно связано с конфуцианскими воззрениями на сущность и функции изящной словесности. Конфуцианством же утверждается, что изящная словесность является хранительницей культурных ценностей и традиций.
Лу Цзи осуществил первый в истории китайской литературной теоретической мысли опыт обоснования эстетико-эмоциональной функции поэзии. Однако стоит учитывать, что данный опыт осуществляется им посредством объединения конфуцианского подхода к вэнь с даосскими взглядами на природу и смысл творчества. Постановка таких вопросов, как этическая цель литературы, её социальный контекст и выражение личности автора в литературном произведении, формулирует новый эстетико-эмоциональный подход к поэзии. Лу Цзи описывает ум поэта как блуждание по микрокосмосу, находящемуся в его собственном теле, в поисках встреч, которые составляют начало литературного произведения, и представляет собственную философскую позицию в серии сбалансированных элементов, которые разворачиваются упорядоченным образом. С этой целью в своей работе Лу Цзи вводит новый словарь терминов, которые по сей день остаются влиятельными, хотя во многих случаях проблематичными.